# Shelina Zahra Janmohamed
Shelina Zahra Janmohamed (13 de abril de 1974) es una escritora británica. Es autora de Love in a Headscarf (2009), un libro de memorias sobre su infancia como mujer musulmana británica. Ha sido incluida en dos ocasiones en la lista 100 Mujeres de la BBC.

## Trayectoria
Janmohamed nació el 13 de abril de 1974 y es de origen africano oriental y sudasiático. Sus padres emigraron de Tanzania en 1964. Creció en el norte de Londres y estudió en la Haberdashers' Aske's School for Girls de Elstree, graduándose posteriormente en el New College de Oxford.
Janmohamed ha trabajado como colaboradora y escritora habitual de varios medios de comunicación y revistas, como la BBC, ITV, The Times, The Guardian, The National, The Muslim News, la revista Emel, The Independent y The Daily Telegraph, y se centra en el islam y la actualidad. Le interesan especialmente las mujeres musulmanas y el islam en Occidente.
Su libro, titulado Generation M: Young Muslims Changing the World[2][3] (Generación M: jóvenes musulmanes que cambian el mundo) se publicó en agosto de 2016. También es bloguera: su blog se llama Spirit 21.
Ha viajado con el Ministerio de Asuntos Exteriores y de la Commonwealth británico a Darfur, Egipto, Arabia Saudí, Indonesia, Qatar y Turquía en el marco de su programa para establecer vínculos con los musulmanes británicos y fomentar el diálogo. Es creadora y organizadora de actos sociales y culturales para jóvenes musulmanes británicos, en el marco de la creación de una nueva cultura e identidad musulmana británica, y anfitriona del acto anual 'Eid in the Square' que se celebra en Trafalgar Square. Es fideicomisaria de la Windsor Fellowship, que anima a estudiantes de minorías étnicas a sobresalir en la educación y el empleo.
Se convirtió en vicepresidenta de Ogilvy Noor, la primera agencia islámica de branding y consultoría de marketing.

## Reconocimientos
Janmohamed fue nombrada por The Times y la Comisión de Igualdad y Derechos Humanos del Reino Unido como una de las 100 mujeres musulmanas más influyentes del Reino Unido, y más recientemente fue nombrada como una de las 500 musulmanas más influyentes del mundo.
En octubre de 2013, fue incluida entre las 100 mujeres de la BBC. En enero del año siguiente, Janmohamed fue nominada al premio Servicios a los Medios de Comunicación en los British Muslim Awards. En octubre de ese año, fue incluida de nuevo entre las 100 mujeres de la BBC.
Su blog, Spirit21, ha ganado varios premios, entre ellos el Brass Crescent Award al mejor blog. Janmohamed vive en Londres y ha aparecido en numerosas cadenas de televisión británicas.

## Opiniones
Janmohamed ha señalado la necesidad de que las marcas mejoren su marketing dirigido a los consumidores musulmanes, instándoles a realizar mejores estudios y a esforzarse más por "humanizar" a los musulmanes, tratándolos como a cualquier otro grupo demográfico, diciendo:

Como profesionales del marketing, lo hacemos con todo tipo de públicos. Los humanizamos e investigamos qué papel puede desempeñar la marca, pero cuando se trata del público musulmán, todas esas décadas de experiencia y conocimientos profesionales se van al traste.

Janmohamed criticó al actual ministro del Interior, Sajid Javid, por desestimar una petición del Consejo Musulmán de Gran Bretaña para que el Partido Conservador llevara a cabo una investigación independiente sobre la islamofobia.En un artículo para The National, escribió:

Cuando los musulmanes hablan de islamofobia, se les acusa de hacerse las víctimas, de utilizar la palabra para llamar la atención. Sin embargo, las pruebas están claras en la carta, pero también en todas las estadísticas, desde la violencia hasta la desigualdad en la educación, la sanidad y el empleo. Muchos musulmanes son víctimas.